# Sudetes (región)
Los Sudetes (en alemán: Sudetenland) son las áreas norteñas, meridionales y occidentales de la antigua Checoslovaquia que fueron habitadas principalmente por alemanes de los Sudetes. Estos hablantes de alemán habían predominado en los distritos fronterizos de Bohemia, Moravia y la Silesia checa desde la época del Imperio austríaco.

## Historia
Hasta la emergencia del nacionalismo en el siglo XIX y la acuñación del concepto por los habitantes germanohablantes, el Sudentenland no formaba una región histórica, sino que se consideraban una cordillera en las regiones de Bohemia y Moravia.
La región se situaba en los límites del antiguo reino de Bohemia, que comprendía también Moravia y posteriormente Silesia, y fue parte del Sacro Imperio Romano Germánico. Tras la caída de la dinastía checa Přemyslid, el reino fue gobernado sucesivamente por la casa de Luxemburgo, los Jagellón y finalmente los Habsburgo. A partir del siglo XIII, la región había sido poblada por colonos alemanes, invitados a asentarse por los reyes de Bohemia. Con los Habsburgo la región quedó incluida en su reino y así permanecería hasta el resurgir de los nacionalismos en el siglo XIX, cuando emergen los primeros conflictos entre checos y alemanes.
Después de la Primera Guerra Mundial y la disolución de Austria-Hungría se proclamó la Checoslovaquia independiente. Sin embargo, los diputados alemanes de Bohemia, Moravia y Silesia en el Parlamento Imperial rechazaron la adhesión alegando los Catorce Puntos del presidente estadounidense Woodrow Wilson y proclamaron la unión de los territorios germanohablantes a la nueva república de Austria, que a su vez aspiraba a unirse a la República de Weimar, estableciéndose cuatro regiones:
- Bohemia Alemana (Deutschböhmen): las regiones de Bohemia Septentrional y Occidental proclamaron un Estado constitutivo de Austria con capital en Reichenberg y administrado por un presidente, llamado Landeshauptmann, Rafael Pacher (1857-1936), 29 de octubre a 6 de noviembre de 1918, y Rudolf Ritter von Lodgman von Auen (1877-1962), 6 de noviembre a 16 de diciembre de 1918, cuando la última ciudad importante fue ocupada por el ejército checo y debió continuar su gobierno en el exilio en Zittau, Sajonia, y después en Viena hasta el 24 de septiembre de 1919.
- Provincia de Sudetenland: las regiones de Moravia Septentrional proclamaron un land austriaco con capital en Troppau gobernado por Robert Freissler (1877-1950) como Landeshauptmann del 30 de octubre al 18 de diciembre de 1918.
- Región de los Bosques de Bohemia (Böhmerwald Gau): región del bosque de Bohemia y Bohemia Meridional, proclamado como distrito del land austriaco de Austria Superior con Friedrich Wichtl (1872-1922) como Kreishauptmann desde el 30 de octubre de 1918.
- Moravia Meridional Alemana (Deutsch Südmähren): se proclamó distrito del land austriaco de Austria Inferior, administrado por el Kreishauptmann Oskar Teufel (1880-1946) desde el 30 de octubre de 1918.

Otras minorías alemanas en Moravia, Brno, Jihlava y Olomouc también intentaron unirse a Austria germanohablante pero no lo consiguieron.
La comisión norteamericana de la Conferencia de Paz de París hizo una serie de recomendaciones, posteriormente ignoradas, acerca de las reclamaciones territoriales checas de territorios germanohablantes, en las cuales se advertía de la injusticia que esto suponía, agravada tras disparar el ejército checo contra simpatizantes alemanes el 3 de marzo de 1919, y del peligro potencial para el futuro de Checoslovaquia que supondrían tales aspiraciones (que incluían la región de Lusacia), sobre todo teniendo en cuenta que los germanohablantes de estas regiones contaban con millones de simpatizantes en Alemania y Austria, no dando mucho crédito al éxito de tal experimento. Estas recomendaciones fueron ignoradas y Checoslovaquia exigió la inclusión del Sudetenland en su territorio, lo que fue refrendado por el Tratado de Saint-Germain en 1919.
Las disputas entre checos y germanohablantes persistieron en los años 1920 y se agravaron en los 1930 con la Gran Depresión que golpeó de forma especialmente dura los Sudetes. Esto hizo dispararse el desempleo y, como consecuencia del descontento, racializarse la ideología de muchos habitantes de la zona.

### Alemania nazi

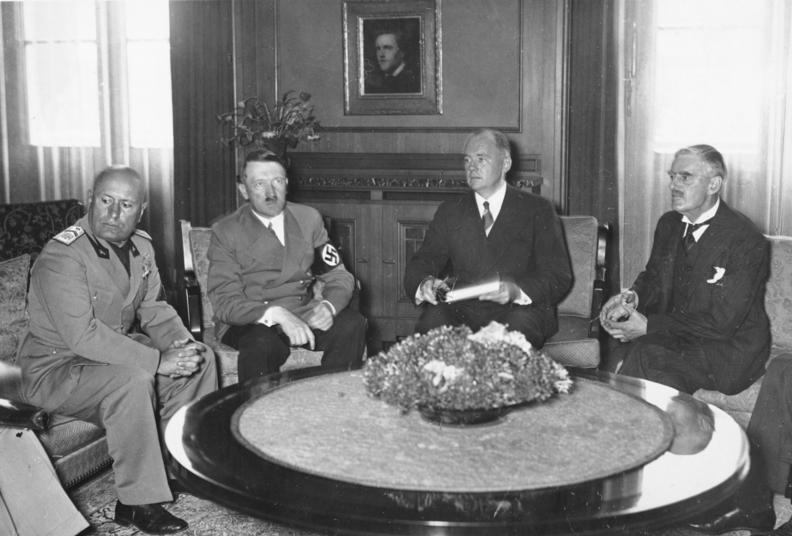
Firma de los acuerdos de Múnich. Representantes de Italia, Alemania e Inglaterra: Benito Mussolini, Adolf Hitler (junto a su intérprete oficial Paul-Otto Schmidt) y Neville Chamberlain.

Los acuerdos de Múnich fueron aprobados y firmados el 30 de septiembre de 1938 por los jefes de Gobierno de Reino Unido, Francia, Italia y Alemania, con el objeto de solucionar la Crisis de los Sudetes. Por mediación del italiano Benito Mussolini y a iniciativa de Hermann Göring, el primer ministro británico, Neville Chamberlain, y su homólogo francés, Édouard Daladier, aprobaron la incorporación del Sudetenland a la Alemania nazi. En ese momento vivían en el Sudetenland más de dos millones de checo-alemanes autóctonos.
Tras la ocupación alemana de Checoslovaquia, el Sudetenland fue puesto bajo administración militar con el general Wilhelm Keitel como gobernador. El 21 de octubre de 1938, el territorio se dividió, incorporando la parte meridional a los vecinos distritos de Oberdonau y Niederdonau. Con la parte septentrional y occidental se creó el distrito Sudetenland y la ciudad de Reichenberg (en la actualidad Liberec) se nombró su capital. Konrad Henlein, ya integrado en el partido nazi, gobernó el distrito como Reichskommissar y a partir del 1 de mayo de 1939 como Reichsstatthalter hasta el 4 de mayo de 1945 en el marco del teatro europeo en la Segunda Guerra Mundial. Es así que el Sudetenland pasó a contar con tres distritos: Eger (capital Karlsbad), Aussig (Aussig) y Troppau (Troppau).
Poco después de la anexión, comenzaron a ser perseguidos los judíos, otras minorías y los disidentes políticos. En el transcurso de la guerra, los nazis transportarían a unos 300 000 judíos checos a campos de concentración, donde el 90 % moriría, cambiando la sociedad de la región para siempre. Pese a ello, el 4 de diciembre de 1938 se celebraron elecciones que registraron un apoyo del 97,8 % de los votos para el Partido Nacionalsocialista Alemán. Alrededor de medio millón de alemanes étnicos se afiliaron a este partido, lo que supone alrededor del 17 % de la población, con lo que se convirtió en la región más pronazi de Alemania (el nivel medio de afiliación en Alemania era del 7,85 %). Por su conocimiento de la lengua checa, muchos alemanes de los Sudetes fueron empleados en la administración del nuevo protectorado de Bohemia y Moravia, así como en otras organizaciones nazis. El más notable fue Karl Hermann Frank, general de las Schutzstaffel (SS) y la policía y Secretario de Estado en el Protectorado.

### Expulsión y reasentamientos
Finalizada la Segunda Guerra Mundial en Europa, la Conferencia de Potsdam en 1945 determinó la deportación de la población alemana de los Sudetes, que habían retornado a Checoslovaquia, lo que significó la migración forzosa de la mayoría de esta población. Aunque la legislación checa proporcionaba cierta cobertura para los alemanes que demostraran una afiliación antinazi, la animadversión contra Alemania hizo que no se respetara en la mayoría de los casos y sólo a una parte de los alemanes se les permitió permanecer en Checoslovaquia, muchos de los cuales emigraron posteriormente a la República Federal de Alemania. Se registraron numerosos abusos y actos de violencia contra la población alemana, como en la Marcha de la muerte de Brno ("Brünner Todesmarsch", marcha forzada de 20 000 habitantes de Brno hacia Austria al final de mayo de 1945). Se produjeron numerosas muertes en relación con las expulsiones, no sólo asesinatos, sino también muertes por enfermedad y otras muertes violentas, así como un número indeterminado de desapariciones.
Se confiscaron las propiedades de casi todos los alemanes de los Sudetes como reparaciones de guerra según los decretos de Beneš. Se estima que 1,3 millones de alemanes étnicos fueron deportados a la zona de ocupación estadounidense (en lo que se convertiría en Alemania Occidental), y 800 000 a la zona soviética (en lo que se convertiría en Alemania Oriental). Entre estos deportados figuraban no sólo alemanes, sino también miembros de familias mixtas y renegados. La región se repobló con checos y con otras minorías checas: eslovacos, checos de Volinia, gitanos y húngaros (aunque estos últimos fueron forzados a asentarse y posteriormente regresaron a sus lugares de origen). Muchas zonas permanecieron despobladas por diversos motivos (minería extensiva, zonas militares, etc.) o por la falta de atractivos. En estas zonas quedaron pequeñas minorías alemanas en la zona inmediata con la frontera occidental.

## En la actualidad
La cuestión de los alemanes de los Sudetes recibió atención por parte de los políticos checos en la década de 1990 en el contexto de la tentativa de ingreso a la Unión Europea (UE), ya que los países candidatos debían resolver sus disputas étnicas al interior de sus fronteras y también aclarar sus relaciones con los Estados miembros de la UE. En este caso, las organizaciones de alemanes de los Sudetes y algunos políticos austriacos fueron quienes más reclamaron sobre las compensaciones y retorno de las propiedades confiscadas. Estos reclamos fueron la base de la no aceptación inicial de los checos en la UE.
El Sudetenland es reconocido internacionalmente como parte integrante del territorio checo. En 2001 se censaron sólo unas 40 000 personas de etnia alemana en la República Checa. La minoría alemana es prácticamente inexistente, e incluso Alemania reconoce la soberanía checa sobre la región. No obstante, los sucesivos gobiernos alemanes y los descendientes de alemanes de los Sudetes han venido reclamando ininterrumpidamente desde 1945 el pago de indemnizaciones por parte del Estado checo por la expulsión de los alemanes de la región.
Las zonas de la República Checa que previamente formaban Sudetenland son — después de 70 años desde la Segunda Guerra Mundial — las menos desarrolladas, las más pobres y con peor nivel educativo.